# Paseo de la Universidad (Vitoria)
El paseo de la Universidad es una vía pública de la ciudad española de Vitoria.

## Descripción

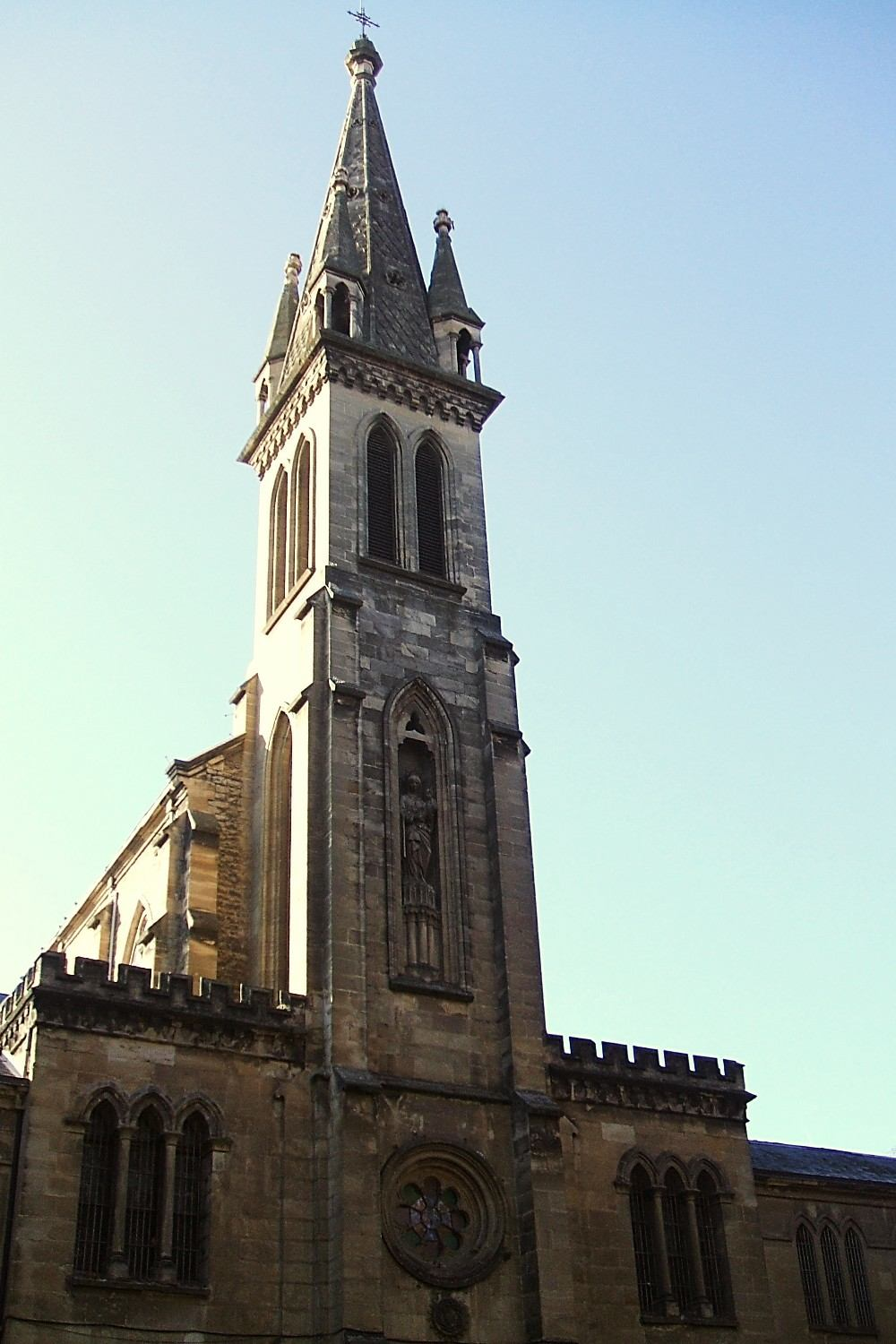
El monasterio de la Visitación de Santa María, sito en el paseo

El paseo de la Universidad, que tiene ese título desde finales del siglo XX, discurre desde la confluencia del paseo de la Senda con la calle de los Corazonistas hasta el punto en el que la del Ferrocarril se funde con la del Comandante Izarduy. Tiene cruces con las calles de Juan Ibáñez de Santo Domingo, de Julio Caro Baroja, de Justo Vélez de Elorriaga y de los Fueros. 
Se llamó «paseo lateral de la Estación» desde el 21 de agosto de 1867 hasta el 12 de octubre de 1887, fecha en que se le dio el título de «paseo del Cuarto de Hora». Con ese nombre, aparece descrito en la Guía de Vitoria (1901) de José Colá y Goiti con las siguientes palabras:

Paseo del Cuarto de Hora.—Antes denominado «Paseo lateral de la Estación.» Se le dió este título en 21 de agosto de 1867, y el actual en 12 de octubre de 1887. Principia en la fábrica del Gas y Electricidad, y concluye en la calle de Arechavaleta. En su acera derecha, que es la única que tiene edificios, están:

La fábrica del Gas y Electricidad.

El convento de las Salesas, extensa construcción inspirada en el estilo gótico del primer periodo. Contiene varias esculturas del artista catalán Juan Samsó. Los planos primitivos los hizo el arquitecto guipuzcoano don Cristóbal Lecumberri y los reformó y dirigió la construcción el arquitecto vitoriano y provincial de Álava don Fausto Íñiguez de Betolaza, empezando á edificarse en 1879, terminándose la construcción el año 1884.

Las Factorias militares, construidas en 1886.

El Parque de Artillería, edificado en 1893.

Cuartel de Infantería, en construcción muy adelantada y habilitado parcialmente.
(Colá y Goiti, 1901, p. 31)

Ha ostentado también los títulos de «paseo del Quilómetro»; «calle del Marqués de Urquijo», por Juan Manuel de Urquijo y Urrutia; «paseo de Pi y Margall» y «calle de Pi y Margall» durante la Segunda República, por el político Francisco Pi y Margall (1824-1901), y desde las postrimerías del siglo XX ya el de «paseo de la Universidad». En la vía, bajo uno u otro título, ha habido varios edificios militares, ya derruidos, y han tenido sede el Gobierno Militar, la Caja de Recluta, la Escuela de Formación del Profesorado de E.G.B., la Escuela Normal, el Colegio Nacional de Prácticas Femenino y la Escuela Universitaria de Ingeniería Técnica Industrial. En la actualidad, además del monasterio de la Visitación de Santa María de las salesas, hay en el paseo varias facultades del campus de Álava de la Universidad del País Vasco, de ahí su título.